# 사우스셰틀랜드 제도

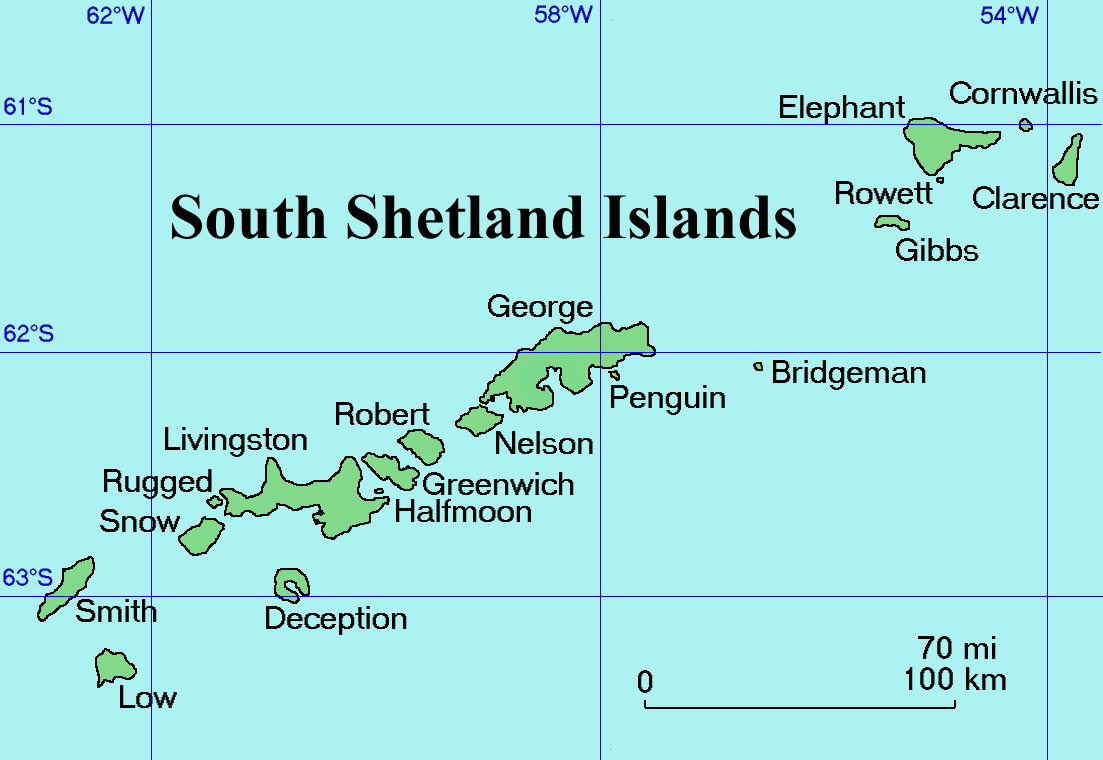
사우스셰틀랜드 제도

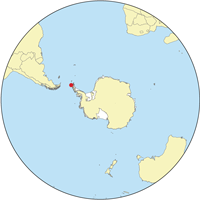
사우스셰틀랜드 제도의 위치

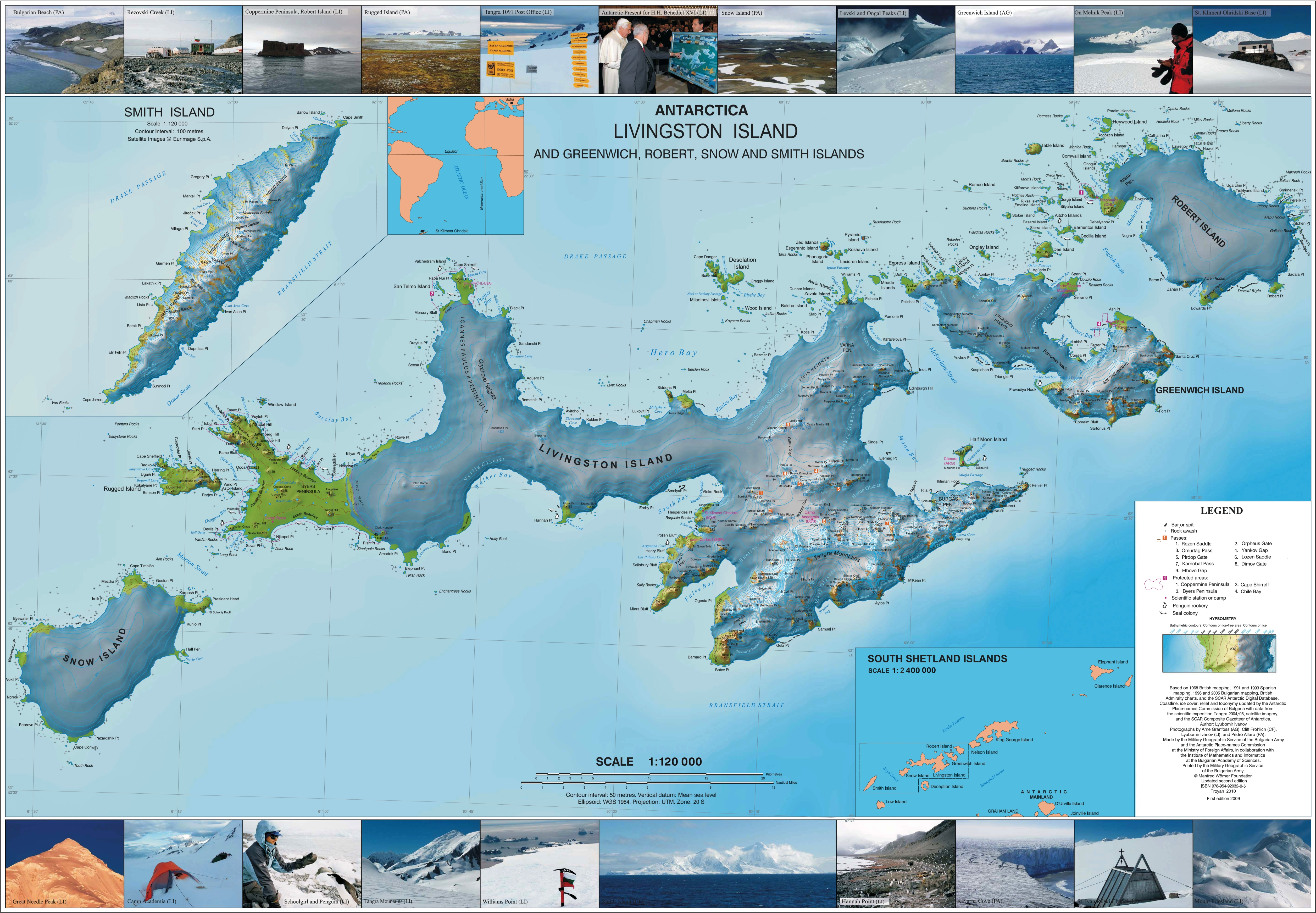
Topographic map of Livingston Island, Greenwich, Robert, Snow and Smith Islands.

사우스셰틀란드 제도(South Shetland Islands)는 남극 대륙 인근의 군도로, 남극 반도로부터 북쪽으로 120km가량 떨어져 있다. 킹조지섬을 비롯해서 여러 섬으로 이루어져 있다. 1961년 이전까지, 이 제도는 영국(1908년부터), 칠레(1940년부터), 아르헨티나(1943년부터) 등이 영유권을 주장했다. 1959년 남극 조약이 조인된 이후로, 영유권 분쟁은 중지되었고, 조약 가입국에게 비군사적 이용이 자유롭게 허용되었다.

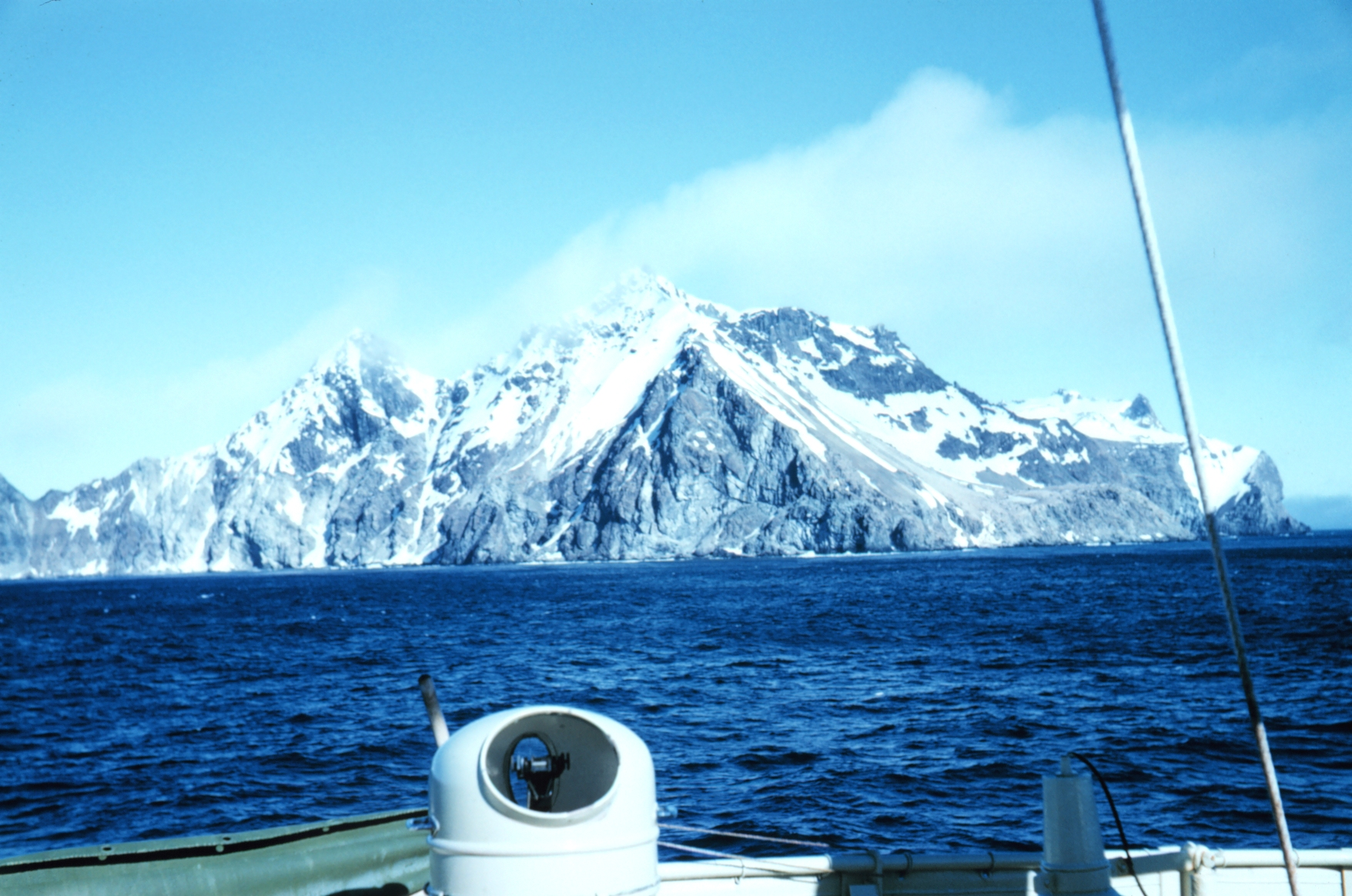
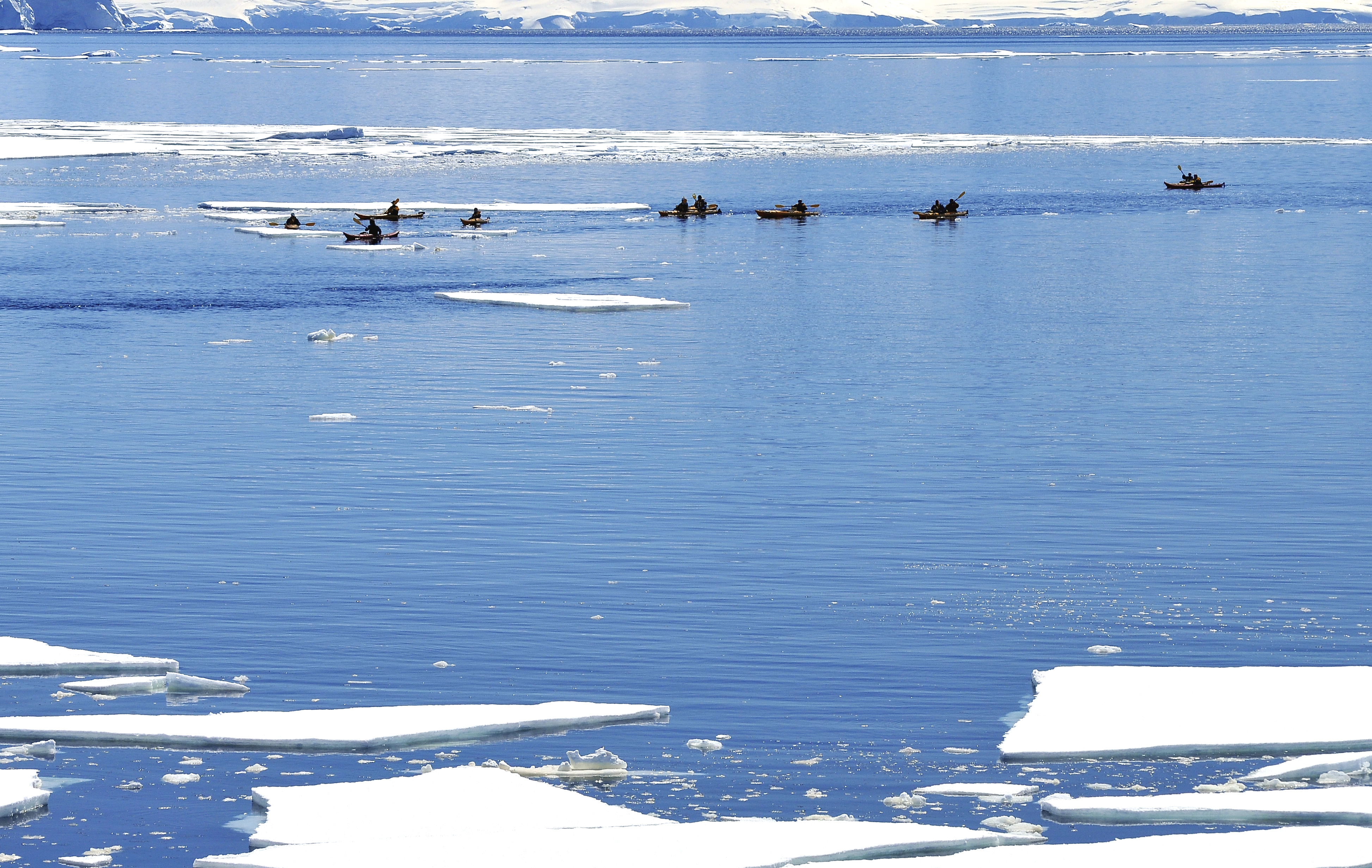
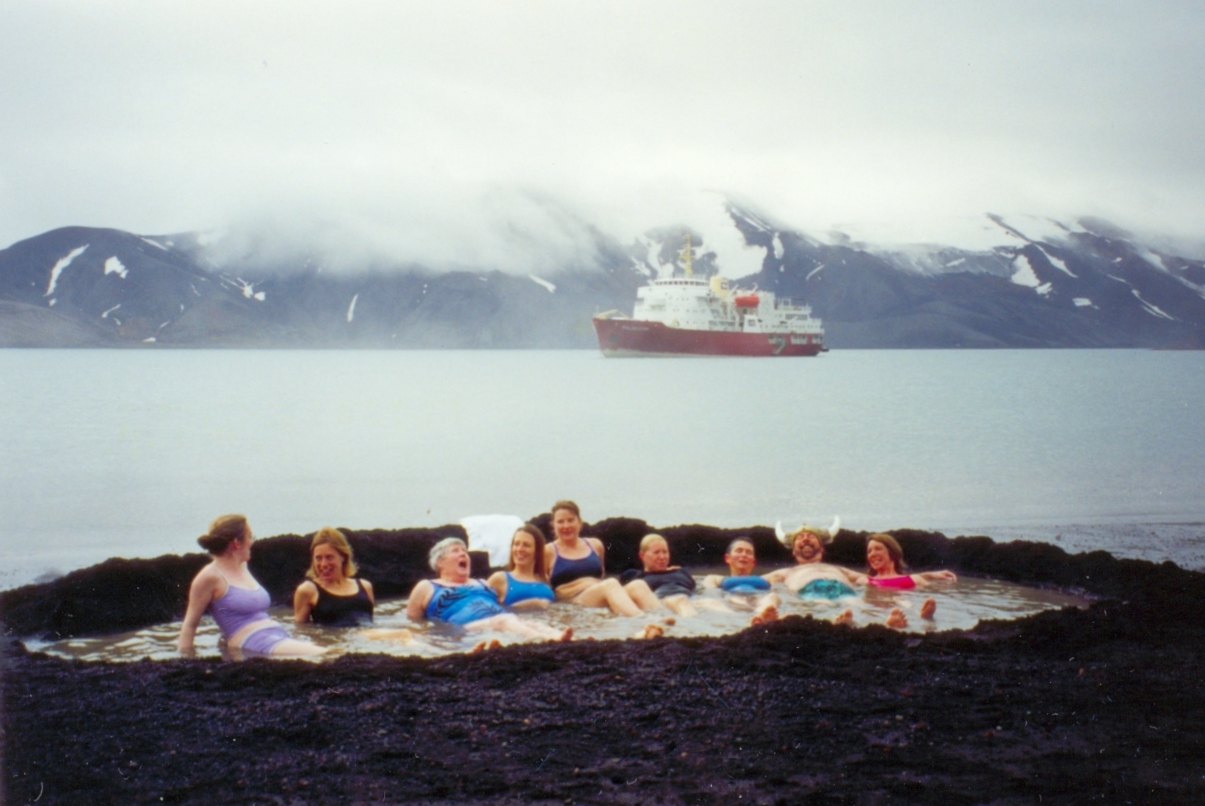
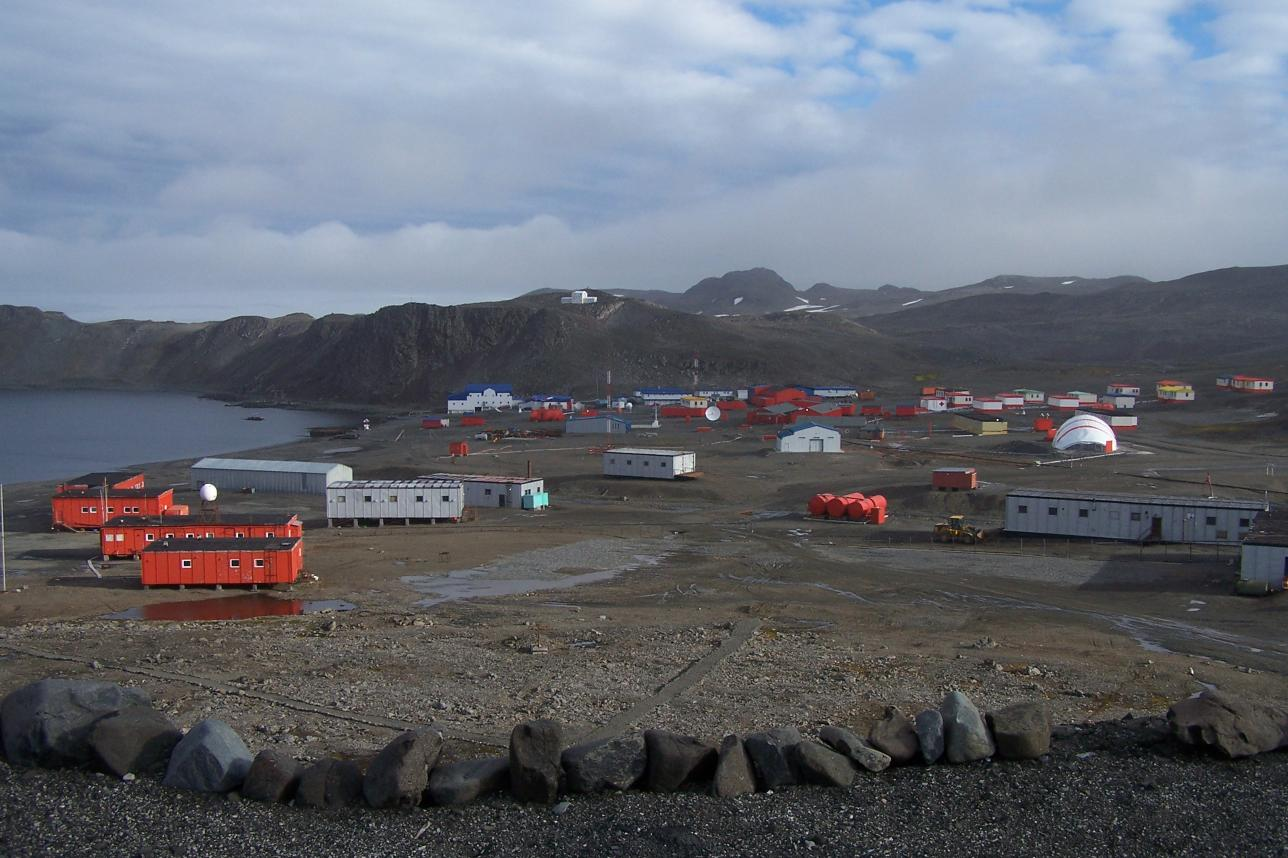

## Map
- L.L. Ivanov. Antarctica: Livingston Island and Greenwich, Robert, Snow and Smith Islands. Scale 1:120000 topographic map. Troyan: Manfred Wörner Foundation, 2009. ISBN 978-954-92032-6-4

## 같이 보기
- 남극의 영유권 주장 목록